# Stadtgericht Bernburg
Das Stadtgericht Bernburg war bis 1847 ein erstinstanzliches Gericht der Stadt Bernburg.

## Geschichte
Die Stadt Bernburg verfügte als einzige Stadt im Fürstentum Anhalt-Bernburg über Schriftsässigkeit. Die Rechtsprechung wurde vom Bürgermeister vorgenommen. Als solcher war er nicht nur städtischer, sondern auch staatlicher Beamter. Im Jahr 1810 wurden in Anhalt-Bernburg einheitlich Justizämter als erstinstanzliche Gerichte und Verwaltungsbehörden geschaffen. Die Stadt Bernburg wurde jedoch nicht dem Justizamt Bernburg zugeordnet, sondern behielt ihre Gerichtsbarkeit und war dahingehend den Justizämtern gleichgestellt. Im Jahr 1825 wurden Alt-, Neu- und Bergstadt Bernburg einem gemeinsamen Magistrat unterstellt, der auch die Gerichtsbarkeit wahrnahm. Als Appellationsgericht für Entscheidungen des Stadtgerichts Bernburg diente die herzogliche Regierung in Bernburg.

## Neuorganisation 1847
Im Jahr 1847 wurde das Stadt- und Landgericht Bernburg als "Untergericht mit kollegialischer Verfassung" und erweiterten Befugnissen gebildet. Es übernahm die Aufgaben die Justizämter Bernburg, Plötzkau und Mühlingen sowie des Stadtgerichts Bernburg.